# Eleição intercalar em Batu Talam (2007)
Batu Talam é um círculo eleitoral do Estado de Pahang (Malásia).

## 2007

### 28 de Janeiro
As Eleições Intercalares em Batu Talam tiveram lugar no dia 28 de Janeiro de 2007. 
Estas eleições destinaram-se a eleger um deputado para a Assembleia do Estado de Pahang (Malásia), que se encontrava vago desde a morte do seu ocupante, o deputado Tengku Paris Tengku Razlan da "Organização Nacional dos Malaios Unidos" (UMNO), o partido principal da coligação no governo, o Barisan Nasional. 
Apresentaram-se dois candidatos às eleições: Abdul Aziz Mat Kiram da UMNO, e o candidato Independente Ng Chee Pang.
O UMNO conseguiu manter o lugar com larga vantagem.

Resultados
| Partido                                                                    | Candidato            | Votos | Percentagem | Variação (em %) |
| Organização Nacional dos Malaios Unidos (UMNO) (parte do Barisan Nasional) | Abdul Aziz Mat Kiram | 6.276 | 88,6%       | + 26,5          |
| Independente                                                               | Ng Chee Pang         | 419   | 5,9%        |                 |
| Total de votantes                                                          |                      | 6645  | 94,5%       |                 |
| Abstenção                                                                  |                      | 435   | 5,5%        |                 |
| Total de Eleitores                                                         |                      | 7080  | 100,0%      |                 |